# NASA large strategic science missions

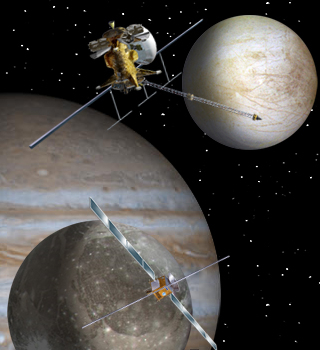
Les deux sondes de la mission EJSM - Laplace (vue d'artiste).

Les NASA large strategic science missions (anciennement missions Flagship, c'est-à-dire « navire amiral ») sont les missions scientifiques les plus coûteuses développées par la NASA, l'agence spatiale américaine. 

## Définition et caractéristiques
Le seuil budgétaire au delà duquel une mission relève de cette catégorie dépend du domaine. En 2017, il était de 1 milliard $ pour les misions d'astrophysique ou d'exploration du système solaire, et de 500 millions $ pour les missions d'observation de la Terre ou d'étude du Soleil. Les objectifs des missions de cette catégorie sont choisis parmi les thèmes prioritaires identifiés dans les rapports publiés à fréquence décennale par la communauté scientifique, tels que le rapport sur les orientations à donner au programme spatial d'exploration du Système solaire. En ce qui concerne l'exploration du système solaire, en dehors de cette catégorie budgétaire, les sondes spatiales à faible coût font partie du programme Discovery tandis que le programme New Frontiers regroupe les missions d'un coût intermédiaire.   

## Missions en cours en 2011
Les missions du programme Flagship sont celles qui ont un coût supérieur à 900 millions de dollars américains (en 2011) et qui peuvent atteindre plusieurs milliards de dollars. MSL et Cassini sont les deux seules missions à faire partie de cette catégorie en 2011. Les missions de ce programme portent sur des cibles prioritaires mais difficiles à explorer.

## Choix pour la décennie 2020 de missions vers les planètes extérieures (2009)
Les destinations suivantes figurent parmi les objectifs du programme Flagship :
- les nuages et la surface de Vénus ;
- la couche inférieure de l'atmosphère et de la surface de Titan ;
- la surface et les océans situés sous les banquises d'Europe ;
- les couches profondes de l'atmosphère de Neptune et la surface de sa lune Triton ;
- l'obtention d'échantillons cryogénisés de la surface du noyau d'une comète.

À l'issue d'une réunion qui se tient en février 2009, la NASA donne la priorité aux missions à destination des planètes extérieures. La mission Europa Jupiter System Mission – Laplace (EJSM - Laplace) est développée conjointement avec l'Agence spatiale européenne (ESA), qui devait être lancée au plus tôt en 2020, doit être la prochaine mission du programme. Elle comporte deux orbiteurs travaillant ensemble pour déterminer si le système jovien comporte des mondes abritant la vie. Les sondes doivent recueillir des données sur l'ensemble des lunes du système avant de concentrer leurs investigations sur Europe et Ganymède, qui constituent les cibles les plus intéressantes. L'orbiteur européen doit se placer en orbite autour de Ganymède et l'orbiteur de la NASA en orbite autour d'Europe doivent déterminer la taille des océans situés sous la surface et l'épaisseur des banquises. L'étude des lunes du système jovien devait faire progresser la science de la planétologie comparative et fournir des données significatives sur les conditions d'émergence de mondes habitables autour de géantes gazeuses.

## Priorité accordée à l'exploration de Mars (2011)
Le rapport décennal identifiant les orientations à donner au programme spatial scientifique publié en mars 2011 établit de nouvelles priorités notamment pour les missions du programme Flagship : le rapport préconise le développement de la mission Mars Astrobiology Explorer-Cacher (MAX-C), première des trois missions qui doivent être menées pour aboutir à un retour d'échantillon de sol martien dans le cadre d'une collaboration avec l'Agence spatiale européenne. Jupiter Europa Orbiter est désormais un second choix.

## Mise en suspens du programmeFlagship(2012)
Dans le cadre du budget 2013 de la NASA, officialisé en février 2012, la NASA annule son projet de la mission martienne Mars Astrobiology Explorer-Cacher (MAX-C) pour faire face aux réductions budgétaires et pour faire face aux dépassements de coût du [télescope spatial] James-Webb,. Le programme Flagship est mis en suspens en attendant que les disponibilités budgétaires s'accroissent,.

## Réactivation des missions à cout élevé (2016)
Les missions à coût élevé sont de nouveau autorisées vers 2016. Courant 2024, les missions lancées depuis le lever de l'embargo sont le télescope Nancy-Grace-Roman (construction lancée en 2016), la sonde spatiale Europa Clipper (construction lancée en 2019) et la mission d'observation de la Terre PACE. 